# Youssoupha Mbodji
El Hadji Youssoupha Mbodji (* 9. ledna 2004) je senegalský profesionální fotbalista, který hraje na pozici levého obránce za český klub SK Slavia Praha

## Klubová kariéra
Mbodji působil v akademii francouzského klubu Evian Thonon Gaillard FC hrající pátou francouzskou ligu.
V lednu 2025 se připojil k českému klubu FC Vysočina Jihlava a v létě 2025 podepsal Mbodji s klubem svou první smlouvu. Svůj debut si odbyl 18. července, kdy se objevil v základní sestavě trenéra Marka Jarolíma v prvním kole proti Ústí nad Labem. Mbodji se ihned stal stabilním členem základní sestavy Jihlavy a 8. srpna v utkání proti Chrudimi svým prvním gólem v kariéře zajistil Jihlavě bod za remízu 1:1. Již po pěti odehraných zápasech v Chance Národní lize byl spojován s přestupem do české nejvyšší soutěže, zájem o jeho služby měla zejména pražská Slavia do které nakonec přestoupil 20.8.2025 a podepsal smlouvu do 30.6.2030.